# Lucie Décosse
Lucie Décosse (Chaumont, 6 de agosto de 1981) é uma judoca e campeã olímpica francesa que conquistou a medalha de ouro na categoria até 70 kg dos Jogos Olímpicos de Londres 2012. Também foi medalhista de prata nos Jogos Olímpicos de Verão de 2008 em Pequim e sétimo lugar nos Jogos Olímpicos de Verão de 2004 em Atenas.